# Waldheim (Falkensee)
Die ehemalige Kolonie Waldheim ist heute ein Ortsteil der Stadt Falkensee im Landkreis Havelland in Brandenburg.
Das in sich geschlossene Siedlungsgebiet Waldheim liegt im Nordwesten der Stadt zwischen der Heimschen Heide und dem Bredower Forst und umfasst etwa 44 Hektar. Es wird weitläufig umgrenzt von der Nauener Straße, der Berlin-Hamburger Bahn und dem Berliner Außenring der Eisenbahn.

## Geschichte
Der Ortsteil wurde im Jahr 1900 gegründet. Das stark durchfeuchtete Waldgebiet mit dem ursprünglichen Namen Faule Lake war 1898 als Teil des Rittergutes Seegefeld von dem Kaufmann B. Ehlers an die Deutsche Ansiedlungsbank verkauft worden und gehörte bis dahin zum Gutsbezirk Seegefeld, den die Bank nach dem Erwerb in die Kolonien Neufinkenkrug, Waldheim und Neu-Seegefeld aufteilte. Zunächst gab es jedoch keine behördlichen Genehmigungen zur Besiedlung des Areals. Auf Initiative der Ansiedlungsbank erfolgte die Gründung der Bau- und Sparverein Finkenkrug eGmbH zur Verwaltung und Erschließung der Kolonie Waldheim, wodurch man in der Folge 15 Bausparwillige als Siedler gewinnen konnte. In einer behördlich geforderten Kolonisationsurkunde schrieb man freizuhaltende Flächen für den Bau von Kirche, Schule und Gemeindeplätzen fest. Zuletzt musste für die gesamte Kolonie eine Hypothek von 50.000 Mark als Sicherheit hinterlegt werden. Nachdem weitere grundsätzliche Bedenken unter anderem der Seegefelder Forstverwaltung unter Forstmeister und Amtsvorsteher Kopp gegen eine Besiedlung teilweise gerichtlich zu klären waren (da man auf ein beliebtes Jagdrevier nicht ohne weiteres verzichten wollte), gab es schließlich baupolizeiliche Auflagen zur Anlegung von Entwässerungsgräben und zur Anschüttung von Straßen, da das Gebiet im Frühjahr oft unter Wasser stand und die Behörde es insgesamt als zu sumpfig einschätzte. Der Bau- und Sparverein Finkenkrug erwarb hierzu von der Gemeinde Falkenhagen einen Teil der Falkenhagener Sandberge, um mit diesem Sand die verlangten Straßen anlegen zu können. Zwischen 1899 und 1900 wurden so die Straße 1 (heute An der Rehwiese) und 2 (heute Hirschsprung) angelegt. Anfang 1903 berichtete das Osthavelländische Kreisblatt über den aufwändigen Transport des erforderlichen Erdbodens auf einer Feldbahn in Kipploren, die von Pferden gezogen werden. Die Kolonie an der Faulen Laake ließ demnach ihr ganzes Terrain um 75 Zentimeter erhöhen.
Im Jahr 1901 konnten die ersten zwölf Häuser gebaut werden, ab 1902 wurden erste Kaufverträge abgeschlossen. Als erster Bewohner Waldheims ist Wilhelm Hardt vermerkt. In den Jahren 1910 bis 1912 verlegte man in der Kolonie erste Gas- und Wasserleitungen (Gaslieferung aus Seegefeld, Wasserzuleitung aus Nauen). Zu Beginn des Ersten Weltkriegs standen in Waldheim etwa 20 Häuser. Zwischen 1918 und 1922 nahmen die Grundstückskäufe stärker zu. Ein Halbzug der Freiwilligen Feuerwehr wurde in dieser Zeit in der Siedlung stationiert. Die Neufinkenkruger Zeitung berichtete am 14. Juni 1924 von einem Großfeuer in Waldheim, bei welchem es einen Verletzten gab und dem ein Nebengebäude und diverse Holz- und Heuvorräte zum Opfer fielen. Am 1. Oktober 1925 schlossen sich Neufinkenkrug und Waldheim zu einer eigenen Kirchengemeinde zusammen.
Nach Zusammenlegung von Falkenhagen und Seegefeld im Jahr 1923 zur größten Landgemeinde Deutschlands wurde im Zuge des Austauschs von Ländereien die Gemeinde Falkensee am 1. April 1927 Eigentümerin von Waldheim. Weitere Straßenzüge wurden erschlossen und neue Siedler angelockt. Durch die Eingemeindung des Gutsbezirks Damsbrück am 1. Oktober 1928 gelangte schließlich auch das Forsthaus Waldheim in den Besitz der neuen Gemeinde. Etwa in dieser Zeit legten Waldheimer Anwohner in Eigeninitiative die rund 900 m lange und 2,50 Meter breite Eichkätzchenallee als ausschließlichen Fuß- und Radweg zum 1908 fertiggestellten Bahnhof Finkenkrug an. Vermutlich in den 1930er Jahren erhielt schließlich auch der Schwarzwildweg als eine der beiden Hauptachsen Waldheims durch Pflasterung eine feste Straßendecke.
Die ursprüngliche Planung des Berliner Autobahnringes sah vor, den Ring und die aus Hamburg kommende Autobahn zangenartig direkt an Waldheim vorbeizuführen. Der Ring wäre dabei westlich auf dem heutigen Berliner Eisenbahn-Außenring verlaufen, die Autobahn nach Hamburg von der Reichsstraße 5 kommend wäre in Dammlage auf dem jetzt bewaldeten Abschnitt zwischen Waldheim und Havelländer Weg/Karl-Marx-Straße verlaufen. Das Autobahnkreuz hätte sich in etwa auf Höhe des jetzigen Bahnüberganges Ri Brieselang befunden.
Im Zweiten Weltkrieg warfen alliierte Bomberverbände zum Kriegsende fünf Sprengbomben über Waldheim ab, die zwei Häuser völlig zerstörten und ein weiteres beschädigten.
1953 wurde der nahe gelegene Bahnhof Falkenhagen (Kr Nauen) am Berliner Außenring als dritter Bahnhof der Gemeinde Falkensee fertiggestellt, wodurch der etwas abgelegene Ortsteil Waldheim eine starke verkehrsstrukturelle Verbesserung erfuhr und von nun an über zwei Bahnhöfe erreichbar war. Bis in die 1970er/1980er Jahre existierten in der Siedlung drei kleine Lebensmittelläden (private und staatliche Geschäfte), zwei Gärtnereien, ein Friseursalon, eine Schleiferei und ein Lokal namens Zur Wilden Sau (zuletzt auch gelegentlich als Klubhaus für Vereinssitzungen und für Veranstaltungen genutzt). Gegenüber dem Lokal befand sich damals ein öffentlicher Platz, auf dem u. a. fast jedes Jahr das Pfingstfest stattfand, neben dem Pfingstkonzert, fand gleichzeitig ein Preisschießen und Preiskegeln statt. Zu gewinnen gab es damals u. a. vom Jäger aus Waldheim geschossene Wildenten oder für den Sieger auch ein lebendes Schaf. Zu dem Fest kamen nicht nur die Bewohner aus Waldheim, sondern auch viele Gäste aus Falkensee. Später wurde aus dem Haus ein Hotel und Restaurant. Nachdem es einige Jahre erfolgreich geführt wurde, wurde es dann verkauft. Aus dem Restaurant/Hotel wurde ein Altenwohnheim. Nach einigen Jahren wurde dann auch das Altenwohnheim wieder verkauft.
Ab 1990 war ein stärkerer Zuzug nach Waldheim zu verzeichnen. So stieg die Einwohnerzahl von 317 Einwohnern im Jahre 1989 auf 806 Einwohner (Stand: 31. Dezember 2007) an. Für Aufruhr sorgte 1998 ein Umweltskandal, als die bis dahin unbefestigte Straße Hasenwinkel neben weiteren 18 Straßen in Falkensee durch Aufbringen von Recycling-Material provisorisch befestigt wurde und die Anlieger in diesem Belag Asbestabfälle vorfanden. In der Folge erhielten sowohl der Hasenwinkel als auch die weiteren 18 kontaminierten Straßen eine Asphaltdecke zum Versiegeln der gesundheitsgefährdenden Materialien. In den Jahren 2008 und 2009 wird Waldheim als eine der letzten Regionen im Falkenseer Stadtgebiet an das öffentliche Abwassernetz in Falkensee angeschlossen.

## Verkehr
Waldheim ist über 2 Straßen (Hirschsprung und Eichkätzchenallee) mit dem Rest Falkensees verbunden. Zwei Buslinien bieten Verbindungen zu den Regionalbahnhöfen Finkenkrug und Falkensee an. Mit der Linie 656 wird der Nachbarort Brieselang bedient. Dort befindet sich auch die naheliegende Anschlussstelle Brieselang (AS 27) der Bundesautobahn 10.